# Museo AGADU
El Museo y Centro de Documentación de AGADU   (Asociación General de Autores del Uruguay) fue inaugurado el 25 de agosto de 1964 y reinaugurado en 2008 ubicándose en el subsuelo de la Casa del Autor.

## Ubicación
Está ubicado en la calle Canelones 1130 en  el centro de Montevideo, Uruguay.

## Características
El acervo del Museo incluye objetos personales, instrumentos musicales de autores uruguayos y  un Centro de Documentación que cuenta con colecciones de partituras, CDs, biblioteca, revistas, fotografías, afiches y otros materiales de personalidades que formaron parte de la historia de la cultura uruguaya. Contiene también importantes colecciones de tango como el Archivo General de Gerardo Matos Rodriguez y la Biblioteca de Tango Boris Puga.
Ofrece préstamos y consulta de materiales, solicitudes de bibliografías. 
Cuenta con un catálogo en línea con un buscador interno que permite realizar las búsquedas de forma avanzada por categorías y por tipo de material.
Las muestras realizadas comprenden una exposición permanente y ciclos de exposiciones de objetos de personalidades de la cultura uruguaya.

## Información
La entrada al museo es gratis.
Se puede visitar de febrero a diciembre martes y jueves de 14 a 19. 
EL teléfono de contacto es  (+598) 29003188 int. 284.